# متلازمة هيرمانسكي-بودلاك
متلازمة هيرمانسكى-بودلاك (بالإنجليزية: Hermansky–Pudlak syndrome)‏ واختصارا HPS هو اضطراب وراثي جسمي نادر جدا ينتج عنه المهق الجلدي العيني (نقص التصبغ)، ومشاكل النزف؛ بسبب خلل في الصفائح الدموية (عيب في تجمع الصفائح الدموية)، واختزان مركب بروتين دهني غير طبيعي (تراكم الليسوسومات من ليبوفيوسين سيرويد).
ويُعتقد أنه يصيب حوالي 1 من كل 500,000 شخص في جميع أنحاء العالم، مع معدل حدوث أعلى بشكل ملحوظ في بورتوريكو بمعدل انتشار 1 من كل 1800 شخص. وقد أجريت العديد من الدراسات البحثية السريرية عن المرض في بورتوريكو.
وهناك تسعة أشكال كلاسيكية من هذا الاضطراب، استنادا إلى الطفرة الجينية التي ينبع منها.

## الأعراض
هناك ثلاثة اضطرابات رئيسية ناجمة عن متلازمة هيرمانسكي-بودلاك، والتي تؤدي إلى هذه الأعراض:
- المهق ومشاكل العين: يكون لدى الأفراد كميات متفاوتة من صبغة الجلد (الميلانين). وبسبب المهق يكون هناك مشاكل في العين، مثل حساسية الضوء (رهاب الضوء)، والحول (العينين المتقاطعتين)، ورأرأة (حركات العين غير الطوعية)، وأيضًا ضعف الرؤية.
- اضطرابات النزف: يعاني الأفراد المصابون بالمتلازمة من خلل وظيفي في الصفائح الدموية. وبما أن الصفائح الدموية ضرورية لتجلط الدم، فإن هؤلاء الأفراد يعانون من الكدمات والتنزف بسهولة.
- اضطرابات الاختزان الخلوي: تسبب المتلازمة تراكم مادة تشبه الشمع (سيرويد) في أنسجة الجسم، مما يسبب ضررا، خاصة في الرئتين والكلى.[4]

وترتبط أيضا مع ورم القولون الحبيبي (التهاب القولون)، والتليف الرئوي (مرض رئوي قاتل).

## الأسباب
يمكن أن تحدث متلازمة هيرمانسكي بودلاك بسبب طفرات في عدة جينات هي: HPS1، وHPS3، وHPS4، وHPS5، وHPS6، وHPS7.
ويحدث النوع الثاني من المتلازمة، والذي يتضمن نقص المناعة في النمط الظاهري، بسبب طفرة في جين AP3B1.
بينما قد ينتج نوع HPS7 من طفرة في الترميز الجيني لبروتين ديسبيندين.
ويُعتقد أن متلازمة هيرمانسكي-بودلاك موروثة كصفة وراثية جسمية متنحية، ويقع الجين المعيب المسمى HSP المسؤول عن هذا الاضطراب على الذراع الطويلة للكروموسوم 10 (10q2)، وتشير بعض الأبحاث إلى أن خلل وظيفة الليسوسومات قد يكون مسؤولا عن تطور المرض، كما ترتبط الجيناتHPS1، وAP3B1، وHPS3، وHPS4، وHPS5، وHPS6، وDTNBP1، وBLOC1S3 بمتلازمة هيرمانسكي بودلاك.
وفي الاضطرابات الجسمية المتنحية، لا تظهر الحالة ما لم يرث الشخص نسختين من الجين المعيب المسئول عن هذا الاضطراب (نسخة واحدة تأتي من كل والد). وإذا تلقى الفرد جينًا عاديًا وجينًا معيبا لهذا الاضطراب، فسيكون حاملًا للمرض، ولكنه عادة لا يُظهر أعراضًا. وإذا كان كلا الزوجين حامل للجين المتنحي فإن:
- خطر انتقال المرض إلى أطفال الزوجين هو 25%
- قد يحمل 50% من أطفالهم المرض، لكن بشكل عام لن تظهر عليهم أعراض هذا الاضطراب
- قد يحصل 25% من أطفالهم على كل من الجينات العادية (واحد من كل والد)، وسيكونون طبيعيين وراثيا (لهذه السمة المحددة).

والخطر هو نفسه لكل حمل.

## الفيزيولوجيا المرضية
تشير آلية متلازمة هيرمانسكي بودلاك إلى أن الصفائح الدموية في الأفراد المصابين تتراكم بشكل غير طبيعي مع الثرومبين، والأدرينالين، وأدينوسين ثنائي الفوسفات، وعلاوة على ذلك، فإن الصفائح الدموية في هؤلاء الأفراد لديهم كمية أقل من الأجسام الكثيفة.

## التشخيص
يتم تشخيص متلازمة هيرمانسكي بودلاك من خلال الأعراض السريرية من نقص التصبغ في الجلد والشعر، وأعراض العين المميزة، وغياب الأجسام الكثيفة من الصفائح الدموية بالمجهر الإلكتروني، والاختبار الجيني الجزيئي للجين HPS1 متاح على أساس سريري للأفراد من شمال غرب بورتوريكو، بينما الاختبار الجزيئي للجين HPS3 متاح على أساس سريري للأفراد من التراث اليهودي في وسط بورتوريكو أو اشكنازي، كما يتوفر التحليل المتسلسل على أساس سريري لطفرات الجينات HPS1 وHPS4. ويتوفر تشخيص الأفراد الذين لديهم أنواع أخرى من المتلازمة على أساس البحث فقط.

## العلاج
في حين عدم وجود علاج لمتلازمة هيرمانسكي بودلاك، فإن علاج النزيف المزمن المرتبط بالاضطراب يشمل العلاج بفيتامين إي ودزموبريسين المضاد لإدرار البول.

### اعتبارات للمرضى
هناك حاجة لاستشارة متخصص أمراض صدرية قبل الجراحة. ويجب أن يكون فريق التخدير على دراية بأن المرضى قد يعانون من مضاعفات رئوية بعد العملية الجراحية كجزء من المتلازمة.
وينصح باستشارة متخصص أمراض دم قبل الجراحة العينية الاختيارية. وبما أن المرضى الذين يعانون من هذه المتلازمة لديهم نزيف، يجب منع النزيف أثناء الجراحة وفي الفترة المحيطة بالجراحة وبعد العملية الجراحية. وإذا تحسن تراكم الصفائح الدموية باستخدام دزموبريسين، فقد يتم إعطاؤه في فترة ما قبل الجراحة. ومع ذلك، في بعض الأحيان تكون هناك حاجة إلى البلازما في الفترة المحيطة بالجراحة.
وقد يساعد استحلاب العدسة على منع النزيف أثناء وبعد العملية الجراحية في المرضى الذين يعانون من المتلازمة، وتم الإبلاغ عن حالات نزف استمرت لفترة طويلة بعد جراحة الحول في المرضى الذين يعانون من المتلازمة.

## توقع سير المرض
كان مسار متلازمة هيرمانسكي بودلاك معتدلاً في حالات نادرة من هذا الاضطراب. ومع ذلك، لا يزال يعتبر التكهن العام لسير المرض سيئًا.
ويمكن أن يسبب المرض اختلالات في الرئتين، والأمعاء، والكليتين، والقلب. ومن المضاعفات الرئيسية لمعظم أشكال الاضطراب هي التليف الرئوي، والذي يظهر عادة في المرضى الذين تتراوح أعمارهم بين 40-50 سنة، والذي يعتبر من المضاعفات القاتلة في العديد من أشكال متلازمة هيرمانسكي بودلاك، وهو السبب المعتاد للوفاة من الاضطراب.

## الأبحاث السريرية
متلازمة هيرمانسكي بودلاك هي واحدة من أمراض الرئة النادرة التي تجري دراستها حاليا من قبل جمعية أمراض الرئة النادرة، وهي جزء من شبكة الأبحاث السريرية للأمراض النادرة، وهي مبادرة من مكتب أبحاث الأمراض النادرة من المركز الوطني للنهوض بالعلوم التحولية. وتتفانى الجمعية لتطوير التشخيص والعلاجات الجديدة للمرضى الذين يعانون من أمراض الرئة النادرة من خلال التعاون بين المعاهد الوطنية للصحة ومنظمات المرضى والباحثين الإكلينيكيين.

## المجتمع
يتم تشجيع مرضى متلازمة هيرمانسكي بودلاك وعائلاتهم ومقدمي الرعاية على الانضمام إلى سجل جهات الاتصال بجمعية أمراض الرئة النادرة، ويقدم ذلك الموقع المحمي من الخصوصية معلومات حديثة للأفراد المهتمين بأحدث الأخبار العلمية والمحاكمات والعلاجات المتعلقة بأمراض الرئة النادرة.

## التسمية
سميت المتلازمة بهذا الاسم نسبة إلى فرانتيسيك هيرمانسكي (1916-1980) وبافل بودلاك (1927-1993).

## روابط خارجية
- GeneReviews/NCBI/NIH/UW entry on Hermansky-Pudlak Syndrome